# William George Skyring
William George Skyring (antes de 1899, Inglaterra-Cabo Roxo, Río Gambia, 23 de diciembre de 1833) fue un oficial de la Armada Británica. Tuvo un destacado desempeño como segundo comandante, teniente y ayudante del oficial hidrógrafo del HMS Beagle entre los años 1826 y 1830 durante su comisión de levantamiento hidrográfico en la parte meridional de América del Sur.
En septiembre de 1833 fue designado comandante del HMS Aetna y enviado a efectuar el levantamiento hidrográfico de la costa oeste de África, muriendo en diciembre del mismo año al ser atacado por nativos en el río Gambia.

## Carrera naval
El año 1823 fue nombrado teniente. En 1826 fue destinado al HMS Beagle como oficial de cubierta y ayudante del oficial hidrógrafo, en septiembre del mismo año asumió como segundo comandante del buque por invalidez del titular. En agosto de 1828 fue designado comandante suplente del HMS Beagle por la muerte del titular comandante Pringle Stokes, en noviembre del mismo año entregó el mando al teniente Robert Fitz Roy continuando en su puesto de segundo comandante y ayudante del oficial hidrógrafo.
Durante su permanencia en el HMS Beagle en tres oportunidades fue embarcado en comisión en la goleta Adelaide para efectuar trabajos de levantamiento hidrográfico en los canales fueguinos y patagónicos. Como oficial más antiguo a bordo de la goleta tuvo el mando de cada una de estas comisiones. 
En 1830 fue ascendido al grado de comandante. En septiembre de 1833 fue designado comandante del HMS Aetna. El 23 de diciembre de 1833 murió masacrado por aborígenes africanos en la playa del cabo Roxo, en la desembocadura del río Gambia. Al día siguiente su cuerpo fue lanzado al mar en una ceremonia en la que participaron el HMS Aetna y el HMS Raven.

## Oficial del HMS Beagle
En 1825 el Almirantazgo británico ordenó que dos buques fueran preparados para inspeccionar y levantar las costas del cono sur de América. En mayo de 1826 el HMS Adventure y el HMS Beagle estuvieron listos para cumplir la comisión. En el HMS Beagle que estaba al mando del comandante Pringle Stokes se embarcó el teniente Skyring como oficial de cubierta y ayudante del oficial hidrógrafo y en septiembre de 1826 asumió además como segundo comandante del buque por invalidez del anterior.
Durante su permanencia en el HMS Beagle demostró su gran capacidad de trabajo y acuciosidad en los trabajos del levantamiento hidrográfico y sus sobresalientes cualidades tanto personales como profesionales por el apoyo moral que le brindó al comandante Stokes durante su enfermedad y su noble actitud hacia Fitz Roy cuando tuvo que entregarle el mando del buque y continuar en su puesto de segundo comandante y ayudante del oficial hidrógrafo.
Bajo el mando del comandante Pringle Stokes participó en el levantamiento de la parte occidental del estrecho de Magallanes desde el cabo Froward a los Evangelistas y el cabo Pilar. En el levantamiento de puerto Deseado y la costa entre ese puerto y el cabo Vírgenes incluyendo Río Gallegos. La costa oeste desde el estrecho de Magallanes hasta el golfo de Penas. En esta última comisión tuvieron muy mal tiempo, incesante lluvia y muchos temporales. Debido al gran número de enfermos tuvieron que suspender durante dos semanas, entre el 15 y el 29 de junio de 1828, los trabajos del levantamiento para que se recuperaran. El comandante Stokes empezó a dar síntomas de depresión por lo que Skyring tuvo que tomar prácticamente el mando de la nave hasta su recalada a puerto del Hambre el 27 de julio. El 12 de agosto de 1828 el comandante Pringle Stokes falleció a bordo de su nave. El jefe de la expedición, comandante Phillip Parker King lo nombró temporalmente comandante del buque, pero en noviembre de 1828, el comandante en jefe de la estación sudamericana, nombró como comandante en propiedad del buque al teniente Robert Fitz-Roy, continuando Skyring en el puesto de segundo comandante y ayudante del oficial hidrógrafo hasta el término de la comisión en octubre de 1830.

## Comisiones a bordo de la goleta Adelaide
En  abril de 1827 el comandante Philip Parker King, oficial jefe de la expedición de la Armada británica para efectuar el levantamiento del cono sur de América solicitó al Almirantazgo la autorización para adquirir y emplear un tender, para facilitar el levantamiento de los senos y canales, en la vecindad del estrecho de Magallanes y senos interiores de la costa oeste del cono sur de Sur América. En diciembre de 1827 obtuvo la autorización y adquirió en Montevideo una goleta a la que denominó "Adelaide" y designó al Teniente Graves del HMS "Adventure" como su comandante. Además la tripuló con personal de los buques bajo su mando Adventure y Beagle.
El 16 de abril de 1829 fue transbordado en comisión al Adelaide para efectuar el levantamiento de los canales Magdalena y Bárbara. Cumplida esta comisión continuó a bordo y se le encomendó la tarea de ubicar un canal que uniera el Estrecho con el golfo Trinidad a través del enjambre de islas que se ubican entre el Estrecho y el golfo de Penas. Redescubrieron el canal Smyth y el seno Última Esperanza. Finalmente fondearon en San Carlos de Ancud el 20 de septiembre de 1829 fecha en que se reintegró al Beagle. 
En diciembre de 1829 volvió a ser enviado en comisión al Adelaide con la misión de completar el levantamiento del golfo de Penas, especialmente el río San Tadeo en la bahía San Quintín y luego dirigirse al sur por los canales interiores con la tarea de buscar en el seno Última Esperanza una comunicación con los senos Skyring y Otway y luego unirse al Adventure 
en puerto del Hambre en abril de 1830. Zarpó de San Carlos el 8 de diciembre, recaló en el cabo Tres Montes el 14 y fondeó en puerto del Hambre el  4 de mayo de 1830. Durante muchos días de este crucero, el teniente Skyring estuvo tan enfermo que no era capaz de dejar el Adelaide y estuvo un mes en cama. Su enfermedad fue causada por la fatiga y por estar sentado mucho tiempo trazando las cartas del levantamiento.Sus trabajos fueron muy completos e interesantes aunque no encontraron una comunicación entre el seno Última Esperanza y los senos Otway y Skyring.

## Comandante del HMS Aetna - Comisión a la costa oeste de África
El 21 de septiembre de 1833 fue nombrado comandante del HMS Aetna, una balandra para levantamiento hidrográfico, lanzada al mar en Chatham en 1824 que contaba con 6 cañones y tenía 375 toneladas de arqueo. En esa fecha se encontraba fondeada en el puerto de Portsmouth.
Fue destinado a servir en el cabo de Buena Esperanza y la costa de la estación africana, por lo que zarpó de Portsmouth el 12 de noviembre de 1933. El 2 de diciembre se dirigió hacia el río Gambia con la tarea de determinar la posición del cabo Roxo.
En la mañana del 23 de diciembre de 1833 el comandante Skyring se embarcó en su lancha junto al Sr. Medley, su timonel y 4 hombres y se dirigió a tierra con el objeto de determinar la latitud exacta del cabo Roxo. A bordo llevaban cronómetros, sextantes y otros valiosos instrumentos. Para defenderse tenían dos mosquetes, dos corvos y dos pistolas. Desembarcaron con la marea alta y pronto se vieron rodeados por alrededor de 40 nativos armados con lanzas y dirigidos por un jefe que portaba un mosquete.
Skyring pretendió continuar con su trabajo por lo que cuando los nativos se acercaron saludó de manos al jefe y a su gente le ordenó bajar sus armas en señal de amistad. Al poco rato los nativos les habían robado un mosquete y los dos corvos. Skyring y su gente se retiraron hacia la playa con el propósito de embarcarse, pero no pudieron hacerlo pues la embarcación estaba en seco, ya que la marea había bajado bastante y no pudieron moverla.
Skyring hizo dibujar un círculo en la arena y les dio a entender a los nativos que no podían traspasarlo, pero no sirvió de mucho pues al momento les habían robado un telescopio y un sextante y casi al mismo instante un nativo fue abatido al tratar de robar más artículos del bote. Inmediatamente el jefe de los africanos le disparó al comandante Skyring en un costado y este se afirmó en el Sr. Medley. Los tripulantes colocaron a Skyring dentro del bote y trataron infructuosamente de llevarlo al mar. El timonel fue muerto y al mismo tiempo el comandante fue atravesado por una lanza. El Sr. Medley, herido en un pie y los cuatro marineros huyeron por la playa y escondiéndose en los arbustos hasta que fueron rescatados por una embarcación del HMS Raven que se encontraba en los alrededores, y que los divisaron huyendo. Los nativos se habían atrasado porque permanecieron un tiempo destrozando y saqueando los cuerpos y la embarcación.
A bordo del Aetna, poco después de la muerte de Skyring, sospecharon que algo sucedía en tierra pues vieron la lancha del comandante varada muy arriba en la playa y a nadie de la tripulación cerca de ella. El teniente Kellet ordenó tripular los botes y se dirigió a la playa pudiendo distinguir dos cuerpo desnudos. No pudo desembarcar porque los nativos habían aumentado a cerca de mil, por lo que regresó al buque y lo acercó a tierra y les disparó varios tiros que hicieron huir a los nativos. Pudieron desembarcar y recuperar el cuerpo desnudo del comandante Skyring que tenía 73 heridas, ninguna de ellas en la cara. El cadáver del timonel se lo habían llevado los africanos. La lancha también fue recuperada aunque totalmente destrozada.
La lancha del Raven llegó a su buque cerca de la medianoche. Al día siguiente ambas naves efectuaron la ceremonia fúnebre del comandante Skyring con los honores de reglamento y las salvas de saludo de ambos buques.
El comandante Skyring dejó una viuda y dos jóvenes hijos.